# 博雷兹
博雷兹（法語：Borrèze，法語發音：[bɔʁɛz]）是法国多尔多涅省的一个市镇，位于该省东部偏南，和洛特省接壤，属于萨拉拉卡内达区。

## 地理
博雷兹（44°57'17"N, 1°23'18"E）面积27.37 平方千米，位于法国新阿基坦大区多爾多涅省，该省份为法国西南部内陆省份，是法國本土面积第三大的省，大致对应佩里戈尔地区，北起顺时针与夏朗德省、上维埃纳省、科雷兹省、洛特省、洛特-加龙省、吉倫特省和滨海夏朗德省接壤。
与博雷兹接壤的市镇（或旧市镇、城区）包括：纳达亚克、雅亚克、波兰、日尼亚克、苏亚克、萨利尼亚克-埃维格。

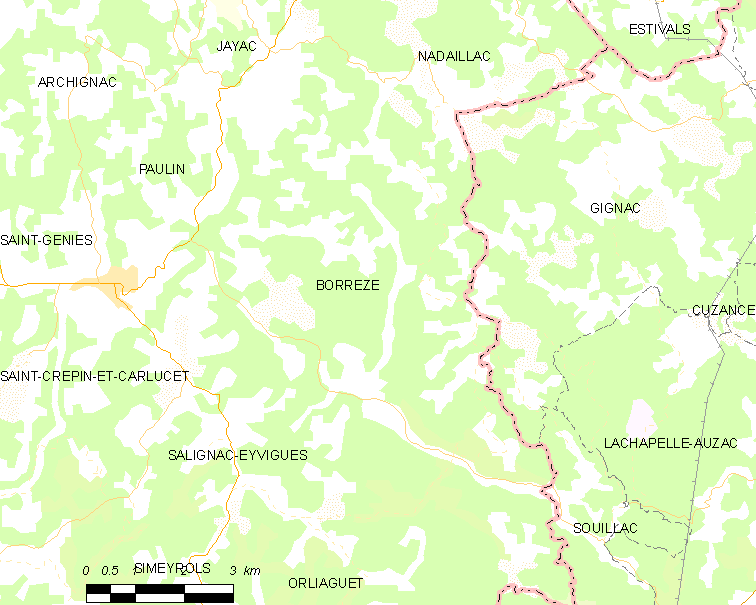
博雷兹的OSM定位图

博雷兹的时区为UTC+01:00、UTC+02:00（夏令时）。

## 行政
博雷兹的邮政编码为24590，INSEE市镇编码为24050。

## 政治
博雷兹所属的省级选区为泰拉松-拉维勒迪约县。

## 人口

1962-2008年间博雷兹人口变化图示

博雷兹于2022年1月1日时的人口数量为352人。